# Arundo donax

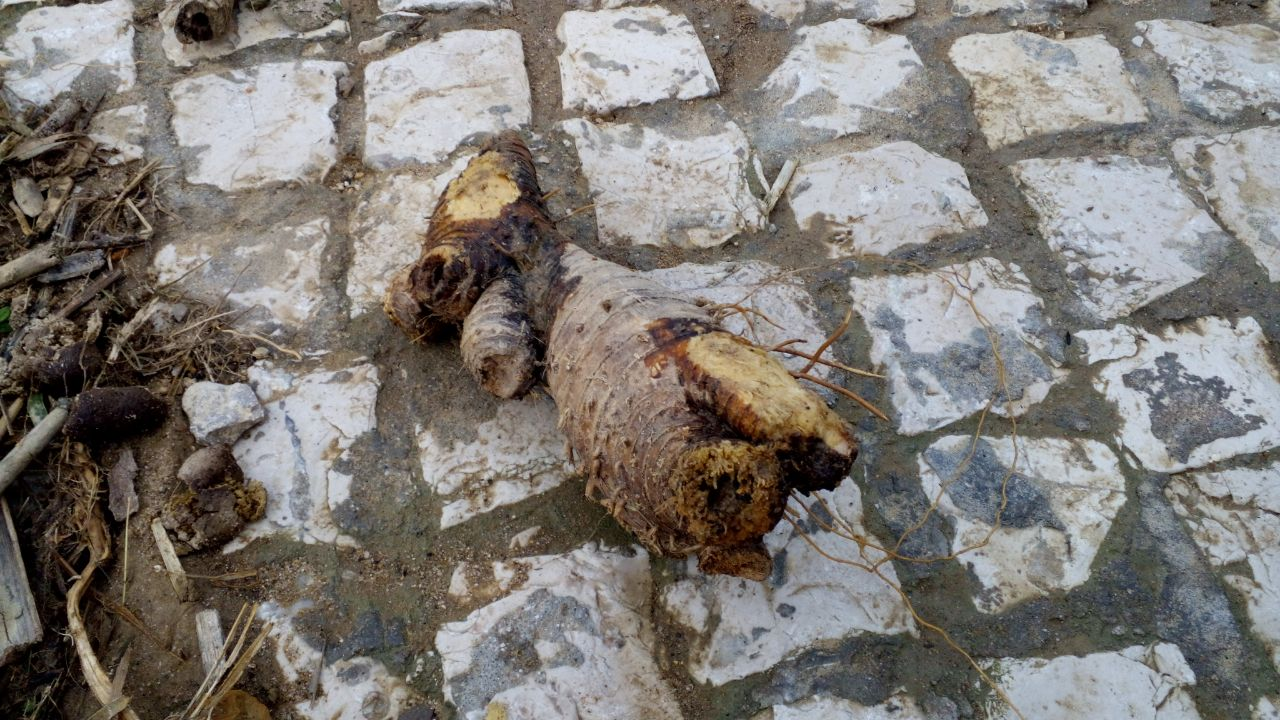
Rizoma de la caña común arrastrado por una riada. El gran rizoma de la caña común constituye una gran reserva de carbohidratos para la planta, que le permite rebrotar fácilmente tras ser cortada, o colonizar zonas río abajo por el desplazamiento de los rizomas

La caña común, caña de Castilla, carrizo, chin, cañavera o cañabrava (Arundo donax), es una especie de planta herbácea perteneciente a la familia Poaceae.

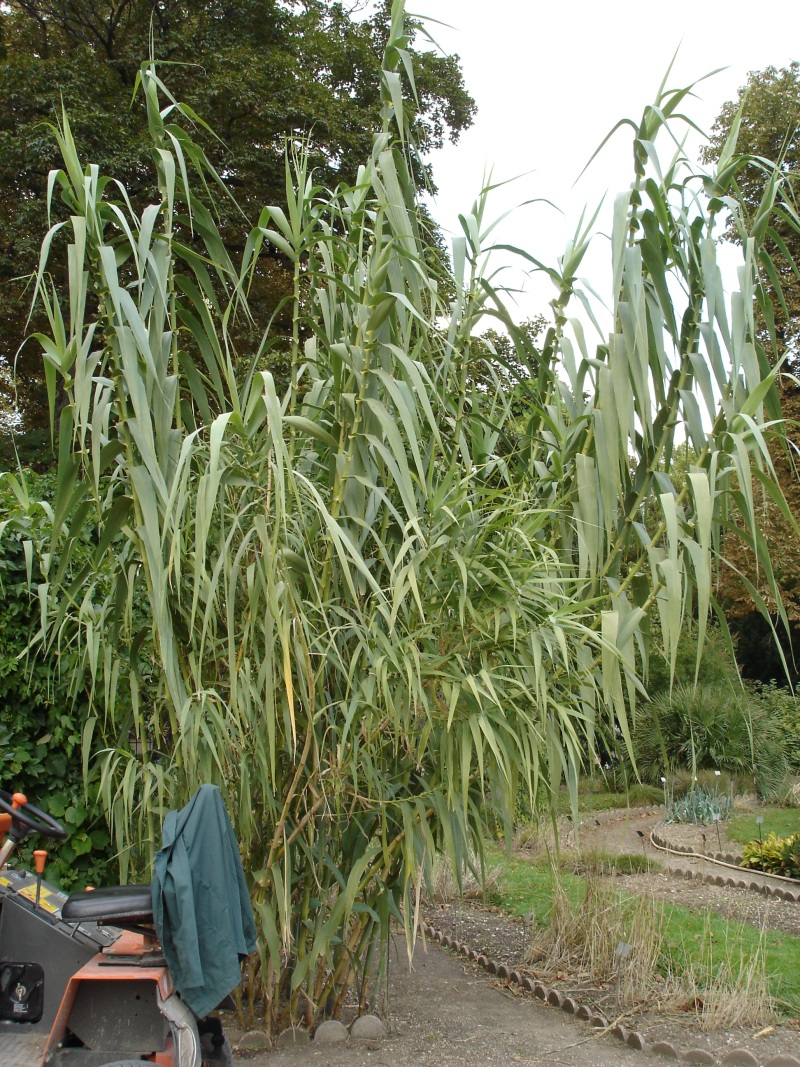
Vista de la planta

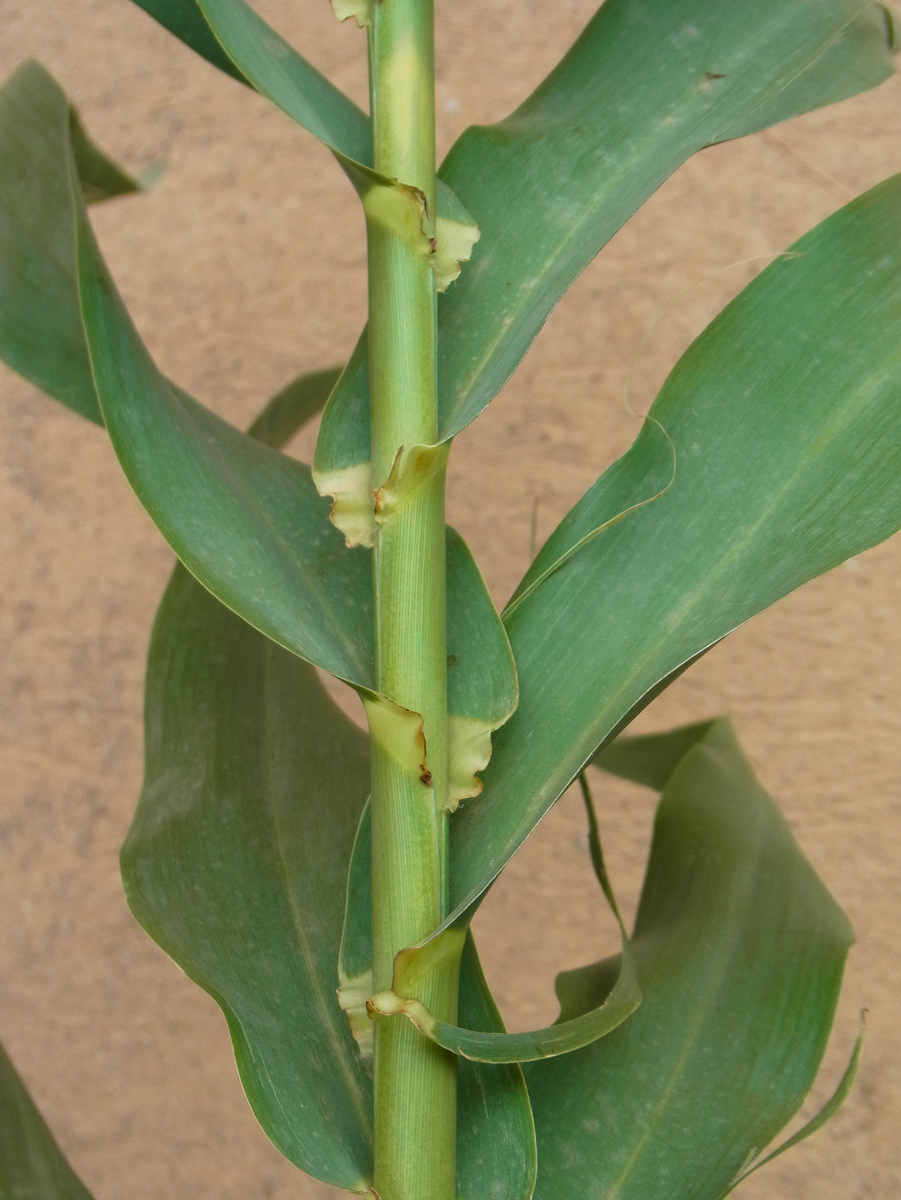
Detalle del tallo

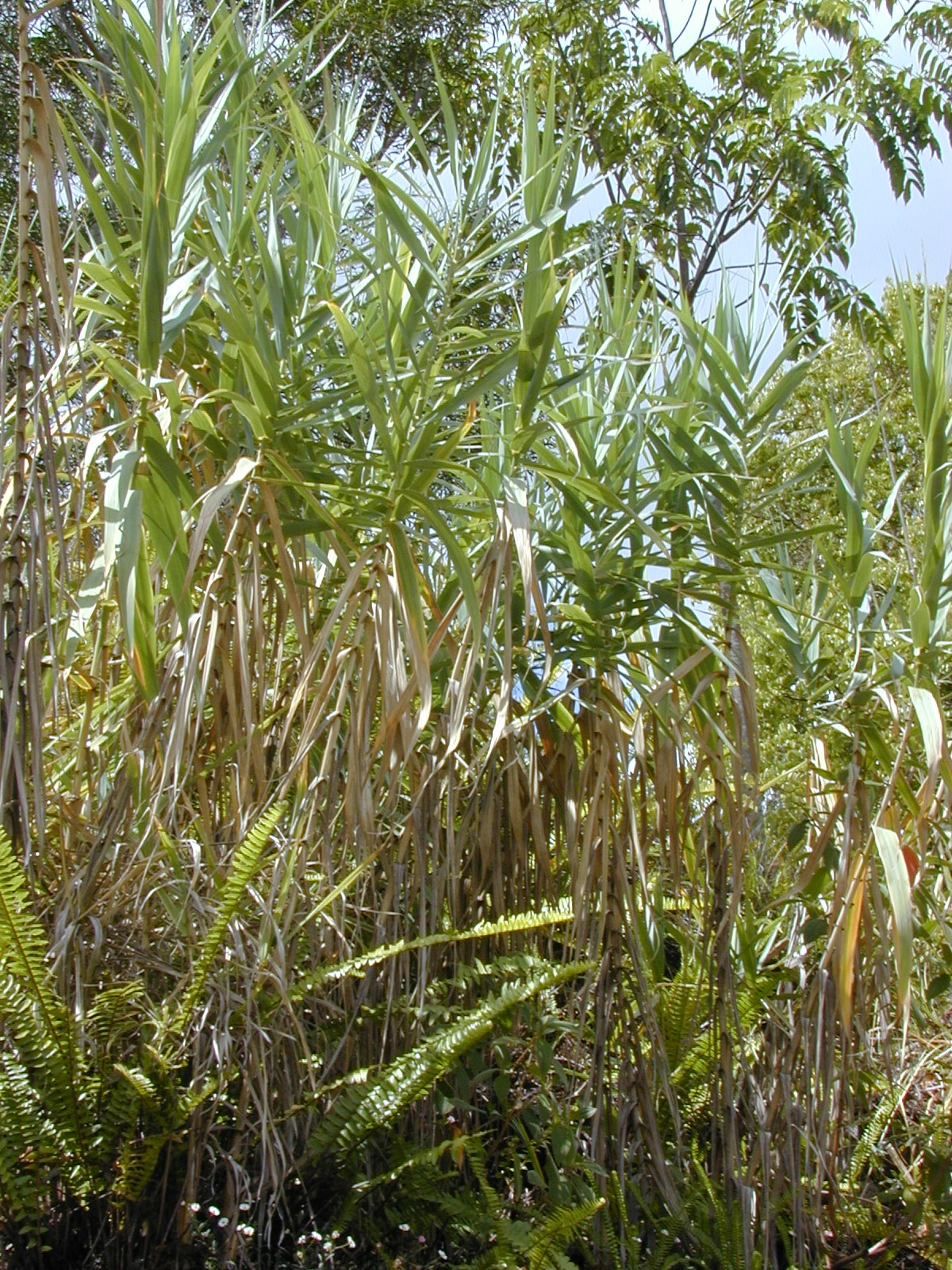
Formando maleza

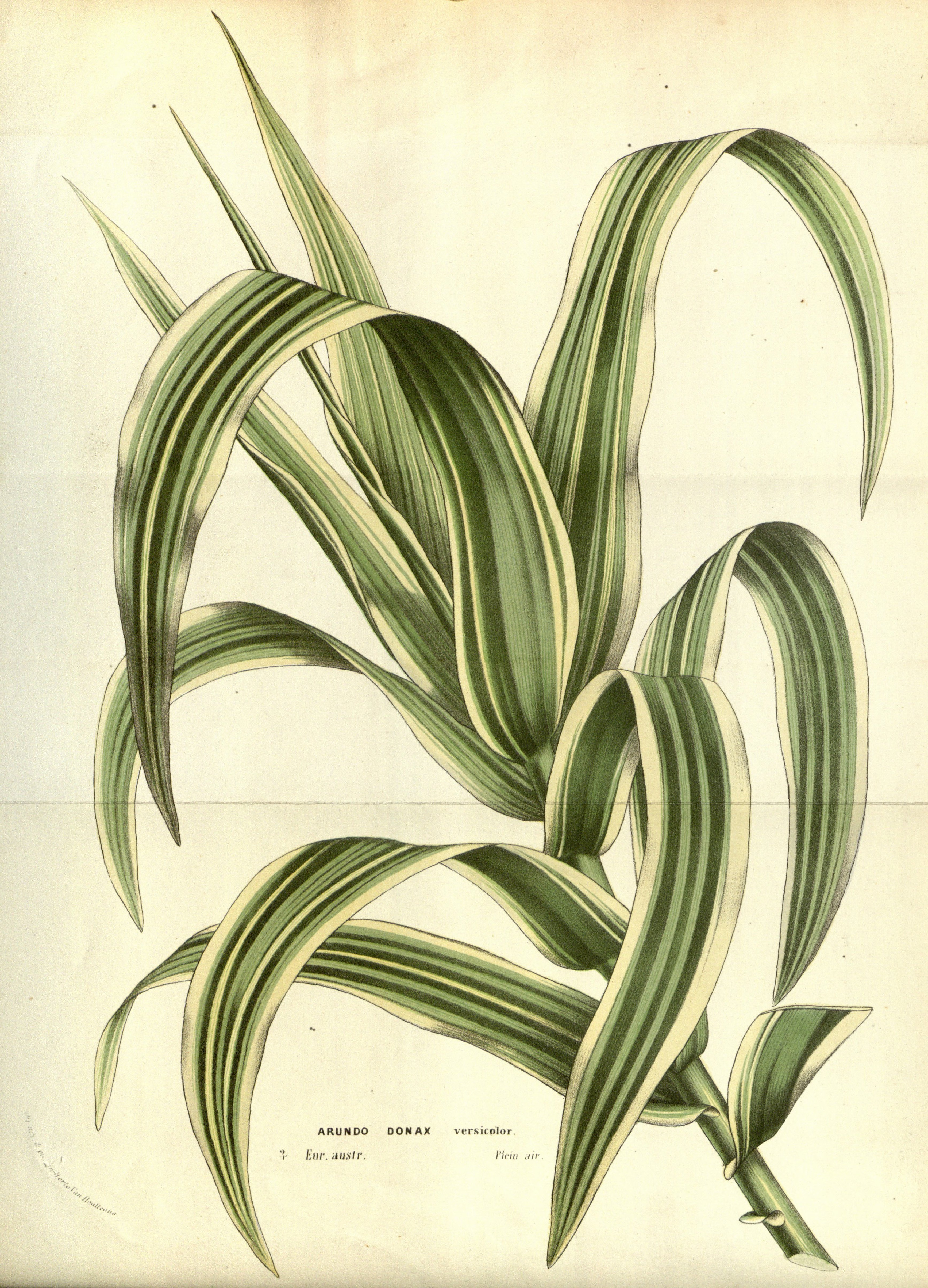
Ilustración

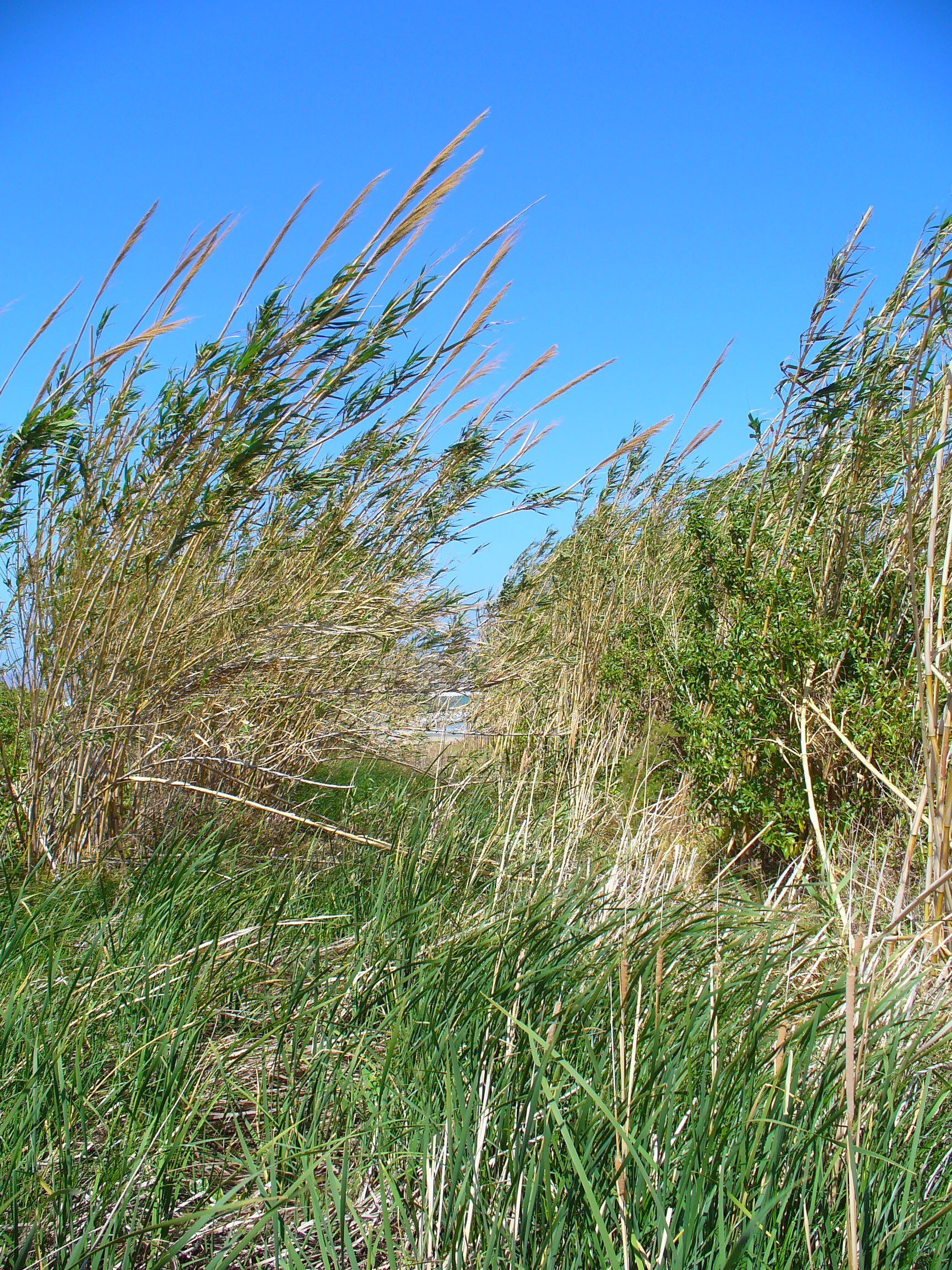
En su hábitat

## Descripción
Es una planta semejante al bambú, del que se diferencia porque de cada nudo sale una única hoja que envaina el tallo.
Alcanza los 3-6 m de altura, tiene tallo grueso y hueco. Las hojas lanceoladas son largas de 5-7 cm que envuelven el tallo en forma de láminas verdes brillante. Las flores están en una gran panícula de espiguillas violáceas o amarillas de 3-6 dm de longitud. Cada espiguilla tiene una o dos flores. Floración, final del verano y otoño.
Es la mayor de las gramíneas de la región mediterránea.

## Hábitat
Humedales de aguas permanentes o estacionales.
Las cañas se extienden por sus rizomas subterráneos que crecen formando largas colonias de varios kilómetros a lo largo de los cursos de agua o donde se acumula agua freática o humedad.

## Distribución
Parece ser originaria de Asia, y ha colonizado el área mediterránea y norte de África desde la antigüedad, a lo largo de ríos y acequias. También extendida por toda América. Está incluida en la lista 100 de las especies exóticas invasoras más dañinas del mundo de la Unión Internacional para la Conservación de la Naturaleza. 
En Canarias, debido a su potencial colonizador y constituir una amenaza grave para las especies autóctonas, los hábitats o los ecosistemas, esta especie ha sido incluida en el Catálogo Español de Especies Exóticas Invasoras, regulado por el Real Decreto 630/2013, de 2 de agosto, estando prohibida en Canarias su introducción en el medio natural, posesión, transporte, tráfico y comercio.

## Propiedades
Sirve de protección a la fauna al ser muchas veces la única vegetación densa disponible. Muchas especies de aves, anidan o duermen en los cañaverales.
Se emplea para la fabricación de lengüetas ("cañas") para los instrumentos de viento-madera de lengüeta simple (clarinete, saxofón) y doble (oboe, fagot, corno inglés).
También para fabricar instrumentos de vientos tradicionales, tales como el ney, originario de Medio Oriente, y el siku andino, entre otros.
Se ha utilizado como diurético y para disminuir la producción de leche (antigalactogogo).
Por vía externa se usa para evitar la caída del cabello.
Su consumo excesivo puede producir hipotensión y depresión respiratoria.
Arundo donax produce más biomasa por hectárea que cualquier otra planta de biomasa conocida, aparte del bambú. Esta planta desde hace tiempo se reconoce como importante productora de biomasa industrial que pueden cultivarse en una amplia variedad de tipos de suelos y condiciones climáticas. Alcanza la madurez (5 a 8 metros) en aproximadamente un año, puede ser cosechado, dependiendo del clima, de una vez a tres veces al año.[cita requerida]
A. donax produce un promedio de 50 toneladas de alta calidad de fibra por hectárea dos veces al año. Muy importante también es la importancia de un cultivo con de 20 a 25 años sin ciclo de cultivo anual de replantación, y la capacidad de excluir a muchos costosos fertilizantes y herbicidas que son también una preocupación ambiental.
A. donax es  ideal para biocarburantes (18000 kJ/kg), que produce metanol a partir de la difusión gaseosa como subproducto en la fabricación de celulosa. La opción de gasificar este producto es la producción de forma independiente de un valioso producto energético. Es posible utilizar los nuevos sistemas de alta eficiencia para sistemas de gasificación y convertir en diferentes fuentes de energía, como gas de síntesis, la norma de turbina de vapor, la generación eléctrica, el etanol y el biodiésel.[cita requerida]
En la Costa Granadina y en otros lugares donde se le encuentra con abundancia, se ha usado tradicionalmente tanto para construir cabañas o chambaos en la playa, complementando a la madera, como para construir vallas en los lindes de los campos, para evitar los efectos del viento que tanto abunda en esta zona.

## Taxonomía
Arundo donax fue descrita por Carlos Linneo  y publicado en Species Plantarum 1: 81. 1753.
Etimología
Arundo: nombre genérico que proviene del latín antiguo y que significa "caña".
donax: nombre latino y griego de una especie de "caña", que en principio se usó como nombre genérico, pero que resultó ser sinónimo de Arundo.
Sinonimia
- Arundo donax var. variegata
- Arundo mediterranea Danin
- Arundo longifolia Salisb. ex Hook. f.
- Arundo coleotricha (Hack.) Honda
- Arundo scriptoria L.
- Arundo latifolia Salisb.
- Arundo triflora Roxb.
- Arundo hellenica Danin, Raus & H. Scholz
- Arundo glauca Bubani
- Arundo donax var. versicolor
- Arundo sativa Lam.
- Arundo donax var. procerior
- Arundo donax var. lanceolata
- Arundo donax var. coleotricha
- Arundo donax var. barbigera
- Arundo donax var. angustifolia
- Arundo coleotricha var. versicolor
- Arundo bambusifolia Hook. f.
- Arundo aegyptiaca E.Vilm.
- Arundo aegyptia Delile
- Arundo versicolor Mill.
- Arundo coleotricha var. barbigera
- Arundo donax f. versicolor
- Donax bifarius (Retz.) Spreng.
- Donax sativus C.Presl
- Donax donax (L.) Asch. & Graebn.
- Donax versicolor (Mill.) P.Beauv.
- Donax bengalensis (Retz.) P. Beauv.
- Donax arundinaceus P. Beauv.
- Cynodon donax (L.) Raspail
- Amphidonax bifaria (Retz.) Steud.
- Amphidonax bengalensis (Retz.) Steud.
- Aira bengalensis (Retz.) J.F. Gmel.
- Arundo collina hellenica
- Scolochloa arundinacea (P.Beauv.) Mert. & W.D.J.Koch
- Scolochloa donax (L.) Gaudin[7]

## Nombre común
Castellano: CAÑA DE AMADOR, bardiza, cana (3), carda, caña (45), caña común (15), caña gigante, caña grande de huertas, caña licera, caña macho, caña silvestre, caña vera, caña vulgar, cañabera, cañas, cañavana, cañaveira, cañavera (10), cañifecha, cañizo (3), canaveira,guisopo, lata, licera. Entre paréntesis, la frecuencia de uso del vocablo en España.